# میزونو تاداواکه
میزونو تاداواکه (به ژاپنی: 水野忠分) یک سامورایی در دوره سنگوکو و دوره آزوچی-مومویاما هشتمین پسر میزونو تاداماسا پدربزرگ توکوگاوا ایه‌یاسو و برادر میزونو تاداشیگه، اودای نو کاتا (مادر ایه‌یاسو) و میزونو نوبوموتو بود.